# Zdravniška zbornica Slovenije
Zdravniška zbornica Slovenije (ZZS) je stanovska organizacija odgovorna za avtonomno samouravnavanje zdravniškega poklica v Republiki Slovenijii. ZZS je samostojna poklicna organizacija zdravnikov in zdravnic ter zobozdravnikov in zobozdravnic, ki opravljajo svoj poklic na območju Republike Slovenije. Sedež zdravniške zbornice je v stavbi Domus medica na Dunajski cesti 162 v Ljubljani.
ZZS podeljuje, podaljšuje in odvzema zdravniške licence, oblikuje in nadzoruje pripravništvo, specializacije in ostale oblike podiplomskega strokovnega izpopolnjevanja ter imenuje mentorje, izvaja strokovni nadzor in pa vodi register zdravnikov. ZZS prav tako sprejema kodeks medicinske deongologije (kodeks zdravniške etike) in sankcionira ob kršitvah kodeksa, sodeluje pri pripravi zakonov in predpisov v zdravstvu, sooblikuje pogodbe in zastopa interese zasebnih zdravnikov pri sklepanju pogodbe z ZZZS ter zastopa zasebne zdravnike pri sklepanju kolektivnih pogodb.
Decembra 2020 je bila za predsednico zbornice izvoljena Bojana Beović, ki je mandat uradno začela februarja 2021.

## Pregled
Članstvo v zbornici je obveza vseh, ki na območju Republike Slovenije opravljajo zdravniško službo oziroma so v postopku pridobitve licence na podlagi prijave. 1. avgusta 2021 je imela ZZS na podlagi javno objavljenih podatkov 11.705 članov, med njimi 8.781 zdravnikov ter 2.143 zobozdravnikov. Približno 1.700 članov je upokojenih zdravnikov in zobozdravnikov.
Skupščina Zdravniške zbornice Slovenije je na 3. redni seji skupščine 12. decembra 1992 sprejela Kodeks medicinske deontologije Slovenije in ga z manjšo dopolnitvijo spremenila 24. aprila 1997. Besedilo ureja dolžnosti zdravnikov in zobozdravnikov na področju Republike Slovenije.

### Pooblastila
Državni zbor je 9. decembra 2021 potrdil spremembe in dopolnitve Zakona o zdravniški službi, ki dodaja ZZS tri nova javna pooblastila. Med drugim prinaša: prenos strokovnih izpitov na zbornico, uvaja posebna znanja, certificirana s strani zbornice ter prenos preverjanja slovenskega jezika za tuje zdravnike na zbornico.

### Organi

#### Predsednik ZZS
Predsednik ZZS se voli v enem ali dveh krogih, pri čemer najbolje uvrščena kandidata iz prvega kroga napredujeta v drugi krog v primeru, ko v prvem krogu nihče od kandidatov ne zbere več kot 50% glasov.

#### Razsodišče ZZS
Razsodišče ZZS obravnava kršitve, odloča odgovornosti zdravnikov v postopku in izreka sankcije za kršitve v skladu z akti ZZS. Razsodišče ZZS sestavljata dva organa: razsodišče I. stopnje in razsodišče II. stopnje.

#### Odbor za pravno - etična vprašanja
Odbor za pravno - etična vprašanja presoja etično ravnanje zdravnikov in obravnava pritožbe glede odnosa zdravnikov do pacientov.

### Dejavnosti
ZZS kot izdaja revijo ISIS kot lastno glasilo.

## Zgodovina

### 1892–1991: Kraljevina Avstro-Ogrska in Kraljevina Jugoslavija
Komite zdravniškega društva je leta 1892 začel postopke za ustanovitev prve zbornice, ki je postala Zdravniška zbornica za Kranjsko. Njen predsednik je bil Karel Bleiweis. ZZS je bila kot prva slovenska zdravniška zbornica, Zdravniška zbornica za Kranjsko, ustanovljena 15. maja 1893 in je delovala do konca prve svetovne vojne. Njen prvi predsednik je bil Karel Bleiweis. Pod imenom Zdravniška zbornica za Slovenijo je ponovno nastala 8. aprila 1923, njen ustanovitelj in predsednik je bil Vinko Gregorič. Leta 1946 jo je takratna oblast razpustila.

### 1991–: Republika Slovenija
V času osamosvajanja Slovenije so se zdravniki, povezani v Slovensko zdravniško društvo, aktivno zavzeli za ustreznejšo ureditev vloge zdravniškega stanu ter glasno zahtevali pooblastila za urejanje vprašanj, o katerih lahko kakovostno in odgovorno odloča samo stroka. Ustanovitvi iniciativnega odbora je sledila širša razprava in po 45 letih je zbornica spet dobila domovinsko pravico. Njeno ponovno rojstvo je omogočil Zakon o zdravstveni dejavnosti, ki je omogočil prenos določenih administrativnih in disciplinskih javnih funkcij na Zdravniško zbornico Slovenije. V samostojni Sloveniji je bila ustanovljena 28. marca 1992, prvi predsednik Zdravniške zbornice Slovenije je postal primarij Kurt Kancler.
Marca 2010 je skupščina ZZS odločala o zaupnici predsednici zbornice Živčec Kalan.
Junija 2010 je ZZS sklical ponovno odločanje o zaupnici predsednici zbornice Živčec Kalan; sklic izredne seje je bil na pobudo ljubljanskega regionalnega odbora ZZS, razlog za predlog razrešitve pa navedli padanje ugleda ZZS in zdravništva v času predsedovanja tedanje predsednice, domnevno razsipnost in transparentnost pri gradnji doma zdravniških organizacij Domus medica, izbor predstavnika za odnose z javnostmi ZZS (ki je bil v preteklosti tiskovni predstavnik Janeza Janše), način komunikacije z zdravniki in javnostjo ter zdravstvenim ministrom, in pa sočasno opravljanje funkcije direktorice Zdravstvenega doma Izola. Živčec Kalan je v odzivu na očitek o ugledu navedla, da je bila leta 2010 prvič izvedena raziskava javnega mnenja o ZZS, zato ni mogoče oceniti, ali ugled ZZS dejansko upada, ter da na ugled ZZS vpliva več dejavnikov kot zgolj vodstvo zbornice. Izbor predstavnika za odnose z javnostjo je utemeljila na strokovnosti kandidata in izpostavila načelo apolitičnosti ZZS.
Maja 2016 volitve za novega predsednika zbornice niso bile izvedene uspešno, zaradi česar je bila primorana skupščina ZZS razpisati nove.
24. junija 2016 je ZZS na Evropsko komisijo podala ovadbo zoper RS, v kateri je zahtevala presojo, ali je način financiranja slovenskega javnega zdravstva diskriminatoren do koncesionarjev in posledično v neskladju z evropskim konkurenčnim pravom.
Septembra 2016 je predsednik ZZS Možina v intervjuju navedel, da v ZZS podpirajo reorganizacijo izvajanja zdravstvenega sistema na način, da bodo javni zavodi kot nepridobitna podjetja z zdravstvenimi storitvami na trgu konkurirala z zasebnimi izvajalci. Pri tem je kot vzor zdravstvenega sistema izpostavil Nizozemskega, a da je uveljavitev neizvedljiva, ker bi zahtevla bistveno povečanje finančnih sredstev, izdatki za zdravstvo pa da so po mnenju gospodarstvenikov že glede na tedanjo raven prekomerni. Prav tako je izrazil stališče, da sicer v ZZS ne nasprotujejo povečevanju števila zdravnikov, a da je Slovenija glede na tedanje razmere na poti v stanje, ko bo število zdravnikov presegalo kadrovske potrebe slovenskega zdravstva.
Avgusta 2016 je skupina ZZS pripravila osnutek izhodišč za zdravstveno reformo, katerih dokončna uskladitev je bila predvidena za september istega leta. Skupina je zavzela stališče, da je soočanje z izzivi zdravstvenega sistema mogoče le s celovito spremembo zdravstvenega sistema. Skupina se je pri pripravi priporočil med drugim naslanjala na študijo ekonomske fakultete Prenova gospodarskih vidikov slovenskega zdravstva. Med predlaganimi izhodišči je bilo oženje pravic iz obveznega zdravstvenega zavarovanja in poenotenje dela zdravstvenih storitev v t.i. košarico pravic A, ki bi se v celoti financirala iz sredstev obveznega zdravstvenega zavarovanja, in košarico pravic B, v kateri bi se zdravstvene storitve smatrale kot tržne zdravstvene dobrine in bi se v celoti financirale prek zasebnih sredstev (oz. prek zasebnih zdravstvenih zavarovalnic, ki bi za zavarovance konkurirale na trgu). Dodatna finančna sredstva bi v sistem doprineslo tržno izvajanje storitev iz košarice B. V mreži javnega zdravstva bi (za izvajanje storitev iz košarice A) bili tako javni kot zasebni izvajalci, hkarti pa bi tako javni kot zasebni izvajalci tržili svoje storitve iz sklopa storitev košarice B in sklepali pogodbe z zasebnimi zavarovalnicami. Javni zdravstveni zavodi bi se preoblikovali v gospodarske družbe, ki bi se upravlje avtonomno. Odgovornost financiranja dela zdravstvenega sistema (specializacije, raziskovalna dejavnost, izobraževanje) bi se preneslo iz ZZZS na državni proračun. Upravljanje ZZZS bi se preneslo na ministrstvo za zdravje. Ustanovljena bi bila državna agencija za kakovost in vrednotenje zdravstvenih storitev, na ocenah katere bi temeljilo konkurenčno trženje zdravstvenih storitev. Ukinil bi se uveljavljen sistem koncesij; uvedlo bi se pogodbeni odnos z izvajalci, za pogodbe pa bi se javni in zasebni izvajalci potegovali pod enakini pogoji. Prenehalo bi se sklepanje splošnih dogovorov.
Na volitvah za predsednika ZZS je leta 2016 sodelovalo 5 kandidatov. Med drugim je kandidiral tedanji predsednik Možina in pretekla predsednica Gordana Živčec Kalan. Nobeden od kandidatov ni bil izvoljen v prvem krogu. V drugi krog sta napredovala Možina in Zdenka Čebašek-Travnik.

## Kritike
Po navedbah Mladine naj bi slovenski strokovnjaki za zdravstvo pretežno menili, da se ZZS zavzema predvsem za interese zasebnih zdravnikov, mnenjske ankete zdravnikov pa naj bi kazale, da ima ZZS bistveno višjo podporo med zdravniki zasebniki kot med zdravniki, ki delajo v javnih ustanovah, kar naj bi vodilo k pozivom, da naj bo članstvo v ZZS za zdravnike prostovoljno. Leta 2019 je ZZS v odzivu na navedbe v medijih zanikala, da se zavzema za privatizacijo v zdravstvu, med drugim rekoč: "[...] ni pomembno, v kakšnem delovnopravnem statusu deluje posamezni zdravnik, temveč ali svoje delo opravlja strokovno in za pacienta varno. [...] Zdravniška zbornica je kot stanovska organizacija dolžna zastopati interese vseh članov, ne da bi favorizirala katerokoli od teh skupin na račun druge skupine ali na račun kakovosti zdravstvenega sistema kot celote. [...]"

## Predsedniki
- Kurt Kancler (1992–1996)
- Marko Bitenc (1996–2004)
- Vladimir Pegan (2004–2008)
- Gordana Kalan Živec (2008–2012)
- Andrej Možina (2012–2017)
- Zdenka Čebašek Travnik (2017–2021)
- Bojana Beović (2020/21–)